# Boodihalu, Honnali
Boodihalu là một làng thuộc tehsil Honnali, huyện Davanagere, bang Karnataka, Ấn Độ.